# Jan Miense Molenaer

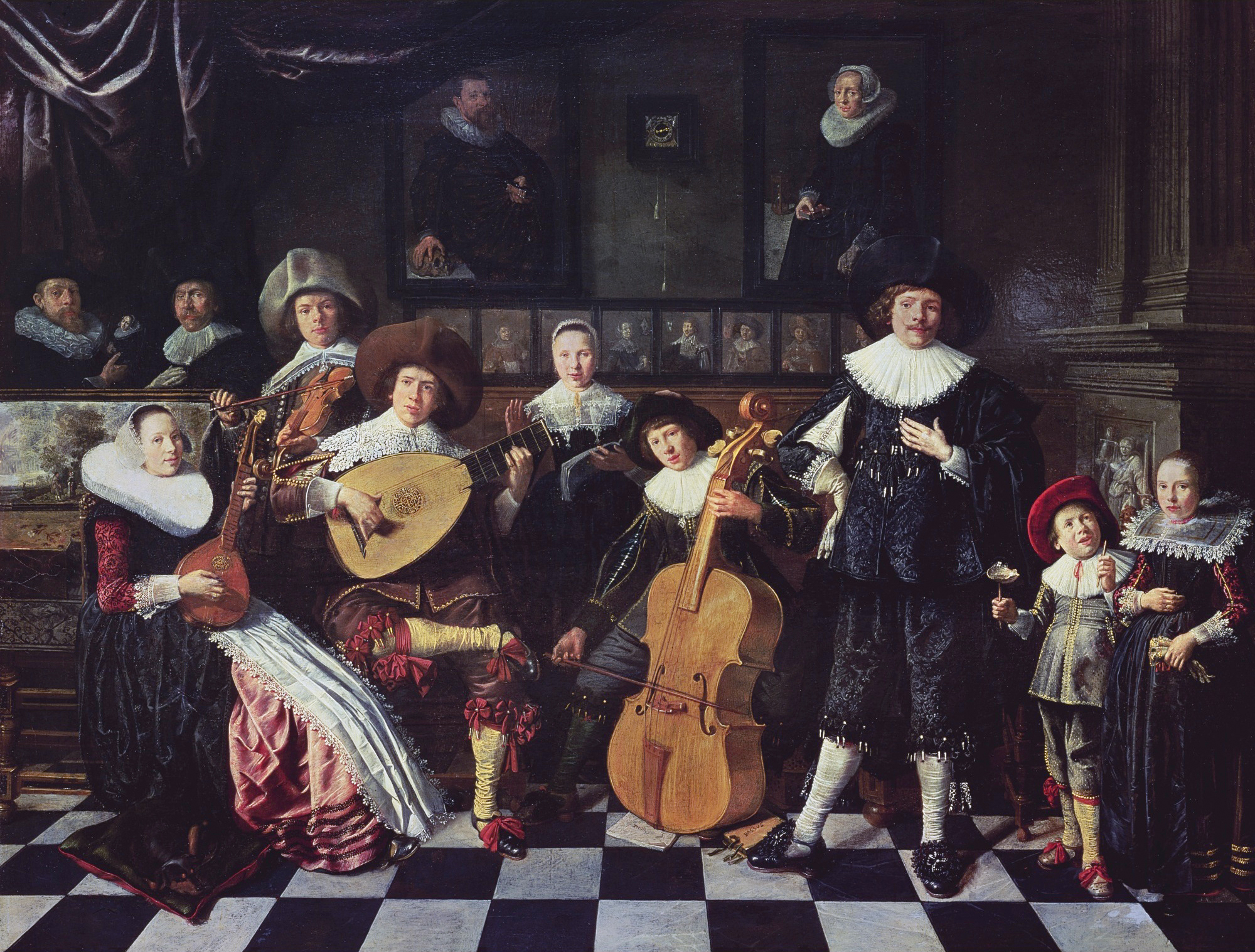
Muzykująca rodzina (1635), Muzeum Fransa Halsa, Haarlem

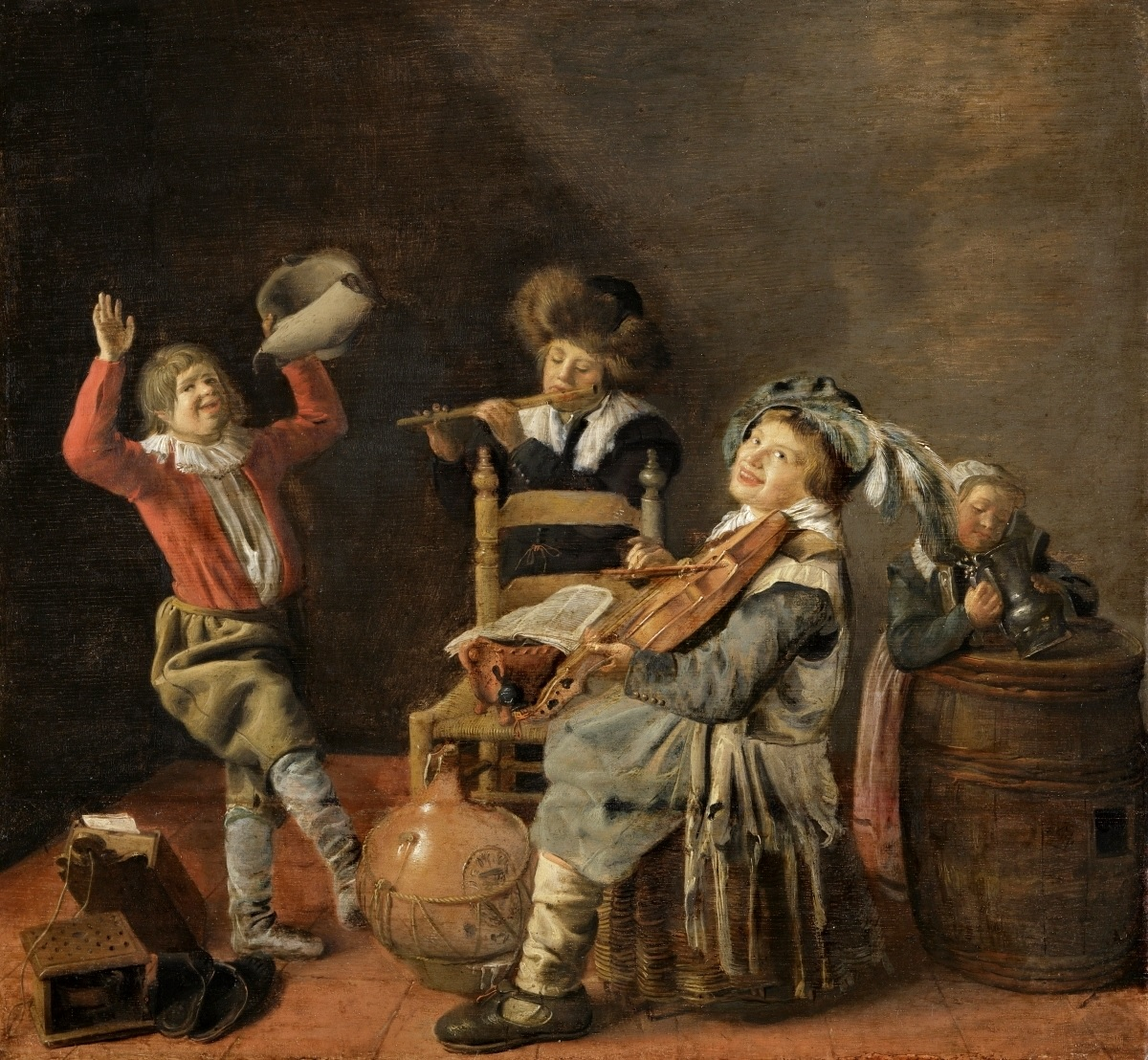
Muzykujące dzieci (I poł. XVII w.), Zamek Królewski na Wawelu, Kraków

Jan Miense Molenaer (ur. 1609 lub 1610 w Haarlemie, poch. 19 września 1668 tamże) – holenderski malarz, rysownik, grafik i kolekcjoner sztuki, działający w okresie baroku; mąż malarki Judith Leyster.

## Życiorys
Był zapewne uczniem Fransa Halsa. Pracował w Haarlemie, Amsterdamie i Heemstede. Dwaj jego bracia także byli malarzami – Bartholomeus specjalizował się  w rustykalnych wnętrzach chłopskich w stylu Adriaena van Ostade, zaś Klaes malował pejzaże. W późniejszym okresie swojej kariery Jan współpracował czasem ze swoim bratem Klaesem. 1 czerwca 1636 Jan Miense Molenaer poślubił malarkę Judith Leyster.

## Twórczość
Malował sceny rodzajowe, portrety zbiorowe i sceny historyczne. Jego obrazy często mają wymowę alegoryczną lub symboliczną.

## Wybrane dzieła
- Alegoria wierności małżeńskiej (1633) – Virginia Museum of Fine Arts, Richmond (Wirginia)
- Duet (ok. 1630) – Seattle Art Museum
- Gospoda (1640) – Galeria Uffizi, Florencja
- Hamlet (1628-30) – Bayerische Staatsgemäldesammlungen, Schleißheim
- Krajobraz zimowy z wiatrakiem – Ermitaż, Petersburg
- Muzykujące dzieci – Zamek Królewski na Wawelu, Kraków
- Muzykująca rodzina (ok. 1635) – Muzeum Fransa Halsa, Haarlem
- Pracownia artysty (1631) – Gemäldegalerie, Berlin
- Scena w gospodzie – Musée des Beaux-Arts de Strasbourg
- Walka Karnawału z Postem (1633–1634) – Indianapolis Museum of Art
- Wesele Willema van Loo i Anny Ruychaver (1637) – Museum Van Loon, Amsterdam
- Wieśniacy w gospodzie – Muzeum Sztuk Pięknych w Budapeszcie
- Wnętrze z trzema wieśniakami – Ashmolean Museum, Oksford
- Zaparcie się św. Piotra (1636) – Muzeum Sztuk Pięknych w Budapeszcie